# 彼得里夫卡 (尼古拉耶夫區)
46°59′50″N 31°45′59″E / 46.99722°N 31.76639°E
彼得里夫卡（烏克蘭語：Петрівка）是位於烏克蘭南部的村莊，由尼古拉耶夫州尼古拉耶夫區的維斯尼亞內市鎮負責管轄。該村面積77平方公里，海拔高度24米，2001年人口1,160，人口密度每平方公里15.1人。